# 湯爾和

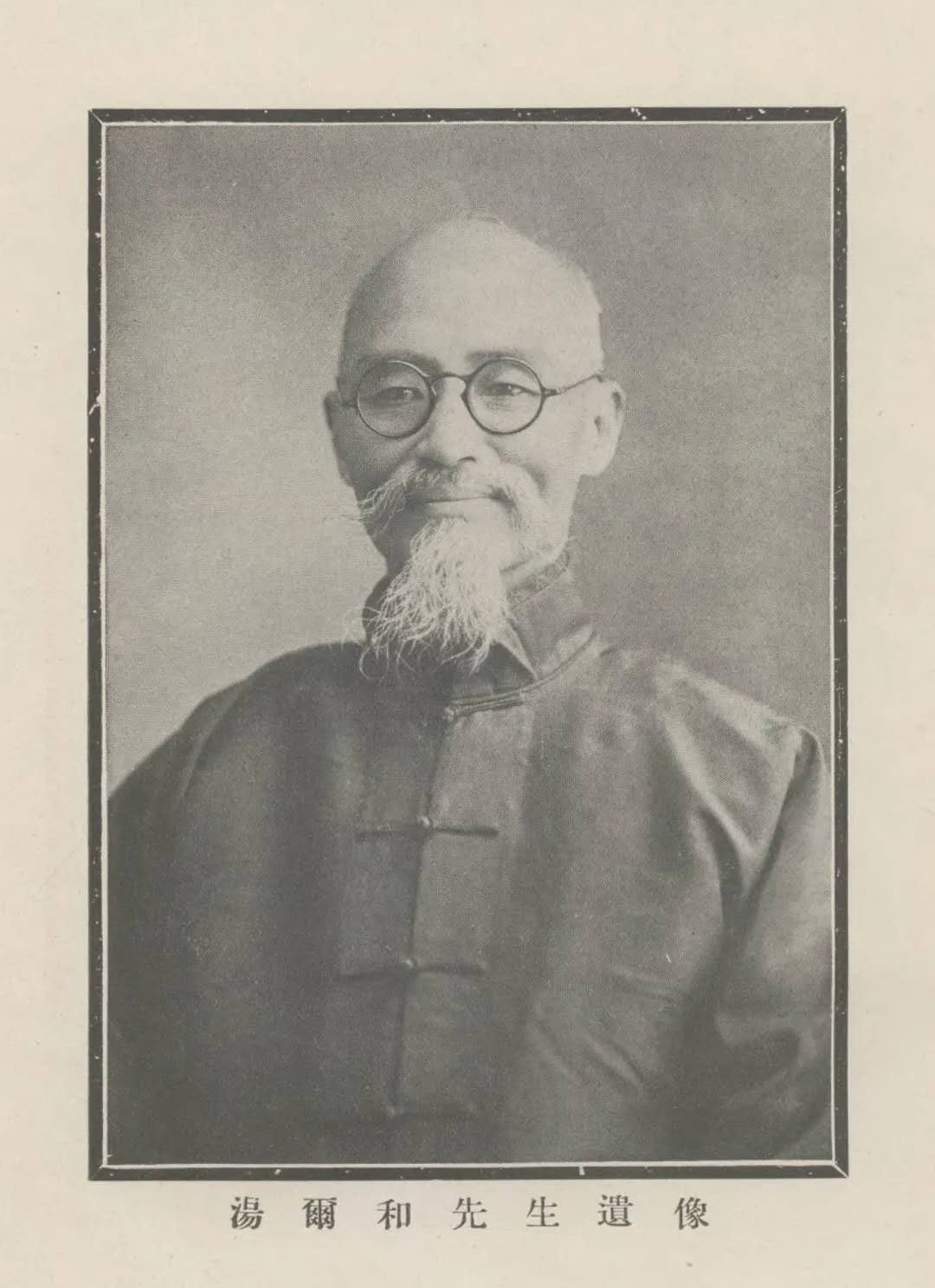
汤尔和遗像

湯爾和（1878年—1940年） ，原名槱（一作鼐），字调鼐（一作调鼎），晚号六松老人，浙江杭州人，近代中国的医学先驱、政治人物。

## 生平

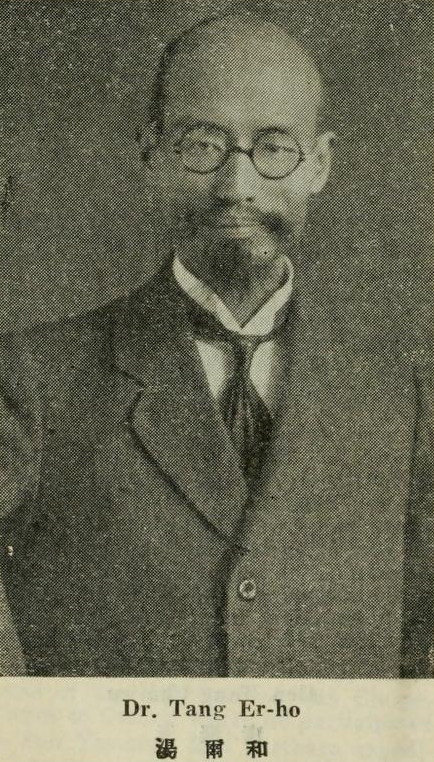

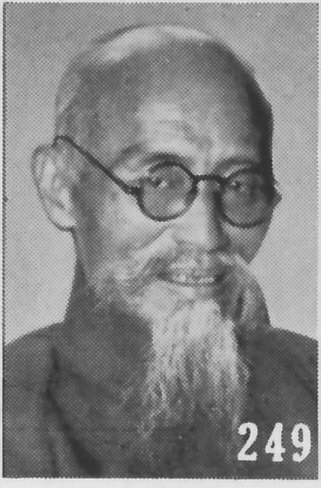

1903年到日本留學，就讀於成城學校，學習軍事。1904年回国，任浙江高等学堂（浙江大学前身）音乐教员。1907年，再次留学日本，改学医学，就读于金泽医学专门学校。后又留学德国柏林大学，获得医学博士学位。1910年回中国，任浙江高等学堂教务长兼校医。并当选浙江谘议局谘议。同年创办浙江病院，自任副院长兼内科医师。
1912年，汤尔和与浙江高等学堂校医韩清泉 、厉绥之等一起创办国内第一所兼培育医、药专门人才的学校——浙江医药专门学校（浙江大学医学院前身）。1912年9月1日，浙江省立医药专门学校开学，韩清泉任校长，汤任副校长兼组织学讲师。10月，汤尔和奉教育部令北上，筹办国立北京医学专门学校，是首任校长。歷任中華民國教育部次长、总长，内务部总长、财政部总长等職。
1925年孫中山死亡前夕湯爾和與汪精衛對中西醫治療爆發爭論，湯爾和在《晨報》上發表《關於孫中山病狀的疑問》，對中醫治療加以指責。1929年得日本東京帝国大学医学博士学位。
抗日戰爭期間，1937年12月14日中华民国临时政府任命汤尔和为议政委员长兼教育總長。1938年春，北支那方面軍憲兵隊司令部欲征用丟空的北京大學理學院，周作人与冯祖荀為了保護實驗儀器，請教育總長汤尔和阻止。汤尔和認為阻止憲兵霸佔丟空校舍的最佳辦法莫過於在原址復辦淪陷區北京大学（1938-1945），招收無法南遷的貧寒學生，由湯爾和兼任淪陷區北京大学總監督（後改稱校長）。1940年3月，中华民国临时政府降级为华北政务委员会，汤尔和任华北政务委员会常委兼教育总署督办。同年11月8日，汤尔和因肺癌在北京病逝。